# Águas de Santa Bárbara

Águas de Santa Bárbara trong bản đồ bang São Paulo

Águas de Santa Bárbara là một đô thị ở bang São Paulo, Brasil. Thành phố này có dân số (năm 2007) là 5360 người, diện tích là 408,471 km², mật độ dân số 15,2 người/km². Águas de Santa Bárbara nằm ở độ cao 544 m, cách thủ phủ bang São Paulo 287 km. Đô thị này nằm ở khu vực khí hậu bán nhiệt đới. Theo điều tra năm 2000, Águas de Santa Bárbara có chỉ số phát triển con người 0,824. Đô thị Águas de Santa Bárbara giáp các đô thị: Agudos, Iaras, Avaré, Cerqueira César, Manduri, Óleo và Santa Cruz do Rio Pardo. Các sông chảy qua Águas de Santa Bárbara gồm: sông Pardo, sông Novo, sông Claro.